# Musei Telfair
I Musei Telfair (in inglese Telfair Museums) sono un complesso museale storico della città di Savannah, in Georgia.
Costituito da tre edifici (Jepson Center, Telfair Academy e Owens-Thomas House & Slave Quarters), il complesso venne inaugurato nel 1886 come il primo museo pubblico del Profondo Sud. Ospita attualmente più di 6000 pezzi d'arte, per lo più del periodo greco antico e rinascimentale.

## Storia e collezioni

### Telfair Academy
Edward Telfair, governatore della Georgia, fu uno dei più importanti uomini politici americani della fine del XVIII secolo. La sua famiglia era una delle più ricche e influenti della Georgia, e tutti i suoi figli poterono quindi permettersi una buona educazione e uno stile di vita agiato. Alexander Telfair, figlio maschio superstite più anziano di Edward, si fece costruire una grande magione nel 1819 dall'architetto inglese William Jay dove un tempo sorgeva il Palazzo del Governatore Coloniale, abitato per l'ultima volta da James Wright fino allo scoppio della rivoluzione americana.
Dopo la prematura morte di Alexander tutte le sue proprietà passarono alle sorelle Mary, Sarah e Margaret. In particolare Mary Telfair si dimostrò una capace collezionista, e accumulò una cospicua collezione artistica nel corso di numerosi viaggi in Europa. Alla sua morte senza eredi nel 1875 decretò per disposizione testamentaria che la sua casa avrebbe continuato ad ospitare la sua collezione trasformandosi in un museo pubblico, dato in gestione alla Georgia Historical Society. La società chiamò a dirigere il neocostituito museo il pittore tedesco Carl Ludwig Brandt, e dopo un decennio di preparazione la Telfair Academy aprì infine al pubblico nel 1886, la prima istituzione del suo genere nel Sud degli Stati Uniti.
Nel corso del XX secolo la Telfair Academy ha ulteriormente ingrandito la propria collezione, che oggi conta più di 6000 pezzi. La collezione comprende varie tipologie di manufatti, come antiche pitture di Apelle e sculture di Prassitele e moderne pitture di Albrecht Dürer. L'edificio stesso rimane inoltre un classico e ben conservato esempio di architettura coloniale.

### Owens-Thomas House & Slave Quarters
Questo edificio predata di pochi anni la Telfair Academy, poiché venne costruito tra il 1816 e il 1819 dallo stesso William Jay per conto del proprietario terriero e schiavista Richard Richardson, e oltre il corpo principale includeva anche una casa più piccola per gli schiavi afroamericani. Richardson detenne la proprietà solo per alcuni anni, finché in seguito a lutti familiari e problemi finanziari fu costretto a venderla nel 1824. Dopo vari passaggi di mano la magione venne acquistata da George W. Owens, passando in seguito ai suoi discendenti della famiglia Thomas. Nel 1951 Margaret Gray Thomas, alla sua morte senza eredi, donò la proprietà alla Telfair Academy alla condizione che venisse intitolata a lei e alla famiglia.
Dopo tre anni di lavori l'edificio aprì al pubblico come estensione della Telfair Academy. La proprietà è notevole per l'efficace rappresentazione della vita nel Profondo Sud schiavista della metà del XIX secolo.

### Jepson Center
Col crescere del numero dei visitatori del complesso museale nel corso del XX secolo, nel 1998 era evidente il bisogno di un terzo edificio per ospitare la sempre crescente collezione. Venne quindi progettato un nuovo edificio moderno, il Jepson Center, inaugurato nel 2006 e nel quale è confluita una parte della collezione della Telfair Academy, resa inoltre parzialmente interattiva.